# Tomás Carbonell
Tomás Carbonell (Barcelona, 7 augustus 1968) is een voormalige Spaanse tennisser. Hij was professional van 1987 tot 2001.
Carbonell won in zijn carrière twee ATP-toernooien in het enkelspel en tweeëntwintig in het dubbelspel, alle op gravel.
Ook won hij aan de zijde van Virginia Ruano Pascual het gemengddubbeltoernooi op Roland Garros in 2001 door in de finale het duo Paola Suárez en Jaime Oncins te verslaan met 7-5, 6-3.

## Palmares

#### Enkelspel
| Legenda                       | Legenda               |
| ----------------------------- | --------------------- |
| Grand Slam                    |                       |
| Olympische Spelen             |                       |
| tot 2009                      | vanaf 2009            |
| Tennis Masters Cup            | ATP Finals            |
| ATP Masters Series            | ATP Tour Masters 1000 |
| ATP International Series Gold | ATP Tour 500          |
| ATP International Series      | ATP Tour 250          |

| Nr.              | Datum           | Toernooi         | Ondergrond | Tegenstander in finale | Score             | Details |
| ---------------- | --------------- | ---------------- | ---------- | ---------------------- | ----------------- | ------- |
| Gewonnen finales |                 |                  |            |                        |                   |         |
| 1.               | 9 februari 1992 | ATP Maceió       | Gravel     | Christian Miniussi     | 7–6(12), 5–7, 6–2 | Details |
| 2.               | 31 maart 1996   | ATP Casablanca   | Gravel     | Gilbert Schaller       | 7–5, 1–6, 6–2     | Details |
| Verloren finales |                 |                  |            |                        |                   |         |
| 1.               | 12 juli 1992    | ATP Båstad       | Gravel     | Magnus Gustafsson      | 7-5, 4-7, 4-6     | Details |
| 2.               | 19 juni 1994    | ATP Sankt Pölten | Gravel     | Thomas Muster          | 7–5, 1–6, 6–2     | Details |

### Dubbelspel
| Nr.                           | Datum             | Toernooi         | Ondergrond    | Partner            | Tegenstanders in finale               | Score            | Details |
| ----------------------------- | ----------------- | ---------------- | ------------- | ------------------ | ------------------------------------- | ---------------- | ------- |
| Gewonnen finales heren dubbel |                   |                  |               |                    |                                       |                  |         |
| 1.                            | 22 november 1987  | Buenos Aires     | Gravel        | Sergio Casal       | Jay Berger Horacio de la Peña         | walk-over        |         |
| 2.                            | 17 september 1989 | Madrid           | Gravel        | Carlos Costa       | Francisco Clavet Tomáš Šmíd           | 7–5, 6–3         |         |
| 3.                            | 1 oktober 1989    | Bordeaux         | Gravel        | Carlos Di Laura    | Agustín Moreno Jaime Yzaga            | 6–4, 6–3         |         |
| 4.                            | 24 juni 1990      | ATP Genua        | Gravel        | Udo Riglewski      | Cristiano Caratti Federico Mordegan   | 7–6, 7–6         | Details |
| 5.                            | 16 september 1990 | ATP Bordeaux     | Gravel        | Libor Pimek        | Mansour Bahrami Yannick Noah          | 6–3, 6–7, 6–2    | Details |
| 6.                            | 4 augustus 1991   | ATP Kitzbühel    | Gravel        | Francisco Roig     | Pablo Arraya Dimitri Poliakov         | 6–7, 6–2, 6–4    | Details |
| 7.                            | 12 juli 1992      | ATP Båstad       | Gravel        | Christian Miniussi | Christian Bergström Magnus Gustafsson | 6–4, 7–5         | Details |
| 8.                            | 11 oktober 1992   | ATP Athene       | Gravel        | Francisco Roig     | Marcelo Filippini Mark Koevermans     | 6–3, 6–4         | Details |
| 9.                            | 2 mei 1993        | ATP Madrid       | Gravel        | Carlos Costa       | Luke Jensen Scott Melville            | 7–6, 6–2         | Details |
| 10.                           | 13 juni 1993      | ATP Florence     | Gravel        | Libor Pimek        | Mark Koevermans Greg Van Emburgh      | 7–6, 2–6, 6–1    | Details |
| 11.                           | 14 november 1993  | ATP Buenos Aires | Gravel        | Carlos Costa       | Sergio Casal Emilio Sánchez           | 6–4, 6–4         | Details |
| 12.                           | 26 maart 1995     | ATP Casablanca   | Gravel        | Francisco Roig     | Emanuel Couto João Cunha e Silva      | 6–4, 6–1         | Details |
| 13.                           | 18 juni 1995      | ATP Porto        | Gravel        | Francisco Roig     | Jordi Arrese Àlex Corretja            | 6–3, 7–6         | Details |
| 14.                           | 23 juli 1995      | ATP Stuttgart    | Gravel        | Francisco Roig     | Ellis Ferreira Jan Siemerink          | 3–6, 6–3, 6–4    | Details |
| 15.                           | 8 oktober 1995    | ATP Valencia     | Gravel        | Francisco Roig     | Tom Kempers Jack Waite                | 7–5, 6–3         | Details |
| 16.                           | 14 april 1996     | ATP Estoril      | Gravel        | Francisco Roig     | Tom Nijssen Greg Van Emburgh          | 6–3, 6–2         | Details |
| 17.                           | 11 april 1999     | ATP Estoril      | Gravel        | Donald Johnson     | Jiří Novák David Rikl                 | 6–3, 2–6, 6–1    | Details |
| 18.                           | 19 september 1999 | ATP Mallorca     | Gravel        | Lucas Arnold Ker   | Alberto Berasategui Francisco Roig    | 6–1, 6–4         | Details |
| 19.                           | 1 oktober 2000    | ATP Palermo      | Gravel        | Martín García      | Pablo Albano Marc-Kevin Goellner      | walk-over        | Details |
| 20.                           | 18 februari 2001  | ATP Viña del Mar | Gravel        | Lucas Arnold Ker   | Hood Sebastián Prieto                 | 6–4, 2–6, 6–3    | Details |
| 21.                           | 25 februari 2001  | ATP Buenos Aires | Gravel        | Lucas Arnold Ker   | Mariano Hood Sebastián Prieto         | 5–7, 7–5, 7–6(5) | Details |
| 22.                           | 30 september 2001 | ATP Palermo      | Gravel        | Daniel Orsanic     | Enzo Artoni Emilio Benfele Alvarez    | 6–2, 2–6, 6–2    | Details |
| Verloren finales heren dubbel |                   |                  |               |                    |                                       |                  |         |
| 1.                            | 15 november 1987  | São Paulo        | Gravel        | Sergio Casal       | Gilad Bloom Javier Sánchez            | 3-6, 7-6, 4-6    |         |
| 2.                            | 11 november 1990  | ATP Itaparica    | Gravel        | Marcos Górriz      | Mauro Menezes Fernando Roese          | 6-7, 5-7         | Details |
| 3.                            | 30 oktober 1994   | ATP Santiago     | Gravel        | Francisco Roig     | Karel Novácek Mats Wilander           | 6–4, 6–7, 6-7    | Details |
| 4.                            | 13 november 1994  | ATP Buenos Aires | Gravel        | Francisco Roig     | Sergio Casal Emilio Sánchez           | 3–6, 2–6         | Details |
| 5.                            | 12 februari 1995  | ATP Dubai        | Hardcourt     | Francisco Roig     | Grant Connell Patrick Galbraith       | 2-6, 6-4, 3-6    | Details |
| 6.                            | 5 maart 1995      | ATP Rotterdam    | Tapijt (i)    | Francisco Roig     | Martin Damm Anders Järryd             | 3-6, 2-6         | Details |
| 7.                            | 31 maart 1996     | ATP Casablanca   | Gravel        | Francisco Roig     | Jiří Novák David Rikl                 | 6–7, 3-6         | Details |
| 8.                            | 21 juli 1996      | ATP Stuttgart    | Gravel        | Francisco Roig     | Libor Pimek Byron Talbot              | 2-6, 7-5, 4-6    | Details |
| 9.                            | 22 februari 1998  | ATP Antwerpen    | Hardcourt (i) | Francisco Roig     | Wayne Ferreira Jevgeni Kafelnikov     | 5-7, 6-3, 2-6    | Details |
| 10.                           | 25 oktober 1998   | ATP Lyon         | Tapijt (i)    | Francisco Roig     | Olivier Delaître Fabrice Santoro      | 2–6, 2-6         | Details |

## Prestatietabel
| Legenda | Legenda                          |
| ------- | -------------------------------- |
| g.t.    | geen toernooi gehouden           |
| l.c.    | lagere categorie                 |
| –       | niet deelgenomen                 |
| G       | uitgeschakeld in de groepsfase   |
| 1R      | uitgeschakeld in de eerste ronde |
| 2R      | uitgeschakeld in de tweede ronde |
| 3R      | uitgeschakeld in de derde ronde  |
| 4R      | uitgeschakeld in de vierde ronde |
| KF      | uitgeschakeld in de kwartfinale  |
| HF      | uitgeschakeld in de halve finale |
| F       | de finale verloren               |
| W       | het toernooi gewonnen            |
| w-v     | winst/verlies-balans             |

### Prestatietabel grand slam, enkelspel
| Toernooi        | 1987 | 1988 | 1989 | 1990 | 1991 | 1992 | 1993 | 1994 | 1995 | 1996 | 1997 |
| --------------- | ---- | ---- | ---- | ---- | ---- | ---- | ---- | ---- | ---- | ---- | ---- |
| Australian Open | –    | –    | –    | 2R   | –    | –    | 2R   | 1R   | –    | –    | 2R   |
| Roland Garros   | 2R   | –    | 1R   | 1R   | 3R   | 1R   | 2R   | 1R   | 3R   | 2R   | –    |
| Wimbledon       | –    | –    | 3R   | 1R   | 1R   | 1R   | 1R   | 1R   | 3R   | 2R   | –    |
| US Open         | –    | 1R   | 1R   | 3R   | 1R   | 1R   | 1R   | 2R   | –    | 1R   | –    |

### Prestatietabel grand slam, dubbelspel
| Toernooi        | 1987 | 1988 | 1989 | 1990 | 1991 | 1992 | 1993 | 1994 | 1995 | 1996 | 1997 | 1998 | 1999 | 2000 | 2001 |
| --------------- | ---- | ---- | ---- | ---- | ---- | ---- | ---- | ---- | ---- | ---- | ---- | ---- | ---- | ---- | ---- |
| Australian Open | –    | –    | –    | 1R   | –    | –    | 1R   | 2R   | –    | –    | 2R   | –    | –    | –    | –    |
| Roland Garros   | 2R   | 1R   | KF   | 1R   | 2R   | 3R   | 3R   | 1R   | 1R   | 1R   | KF   | 2R   | HF   | HF   | 2R   |
| Wimbledon       | –    | –    | 1R   | –    | 2R   | 1R   | –    | 1R   | 1R   | 2R   | –    | 1R   | 2R   | 1R   | 2R   |
| US Open         | –    | 2R   | 2R   | KF   | 1R   | 1R   | 1R   | 2R   | –    | 2R   | –    | 2R   | 2R   | 1R   | 1R   |